# Henning Throne-Holst

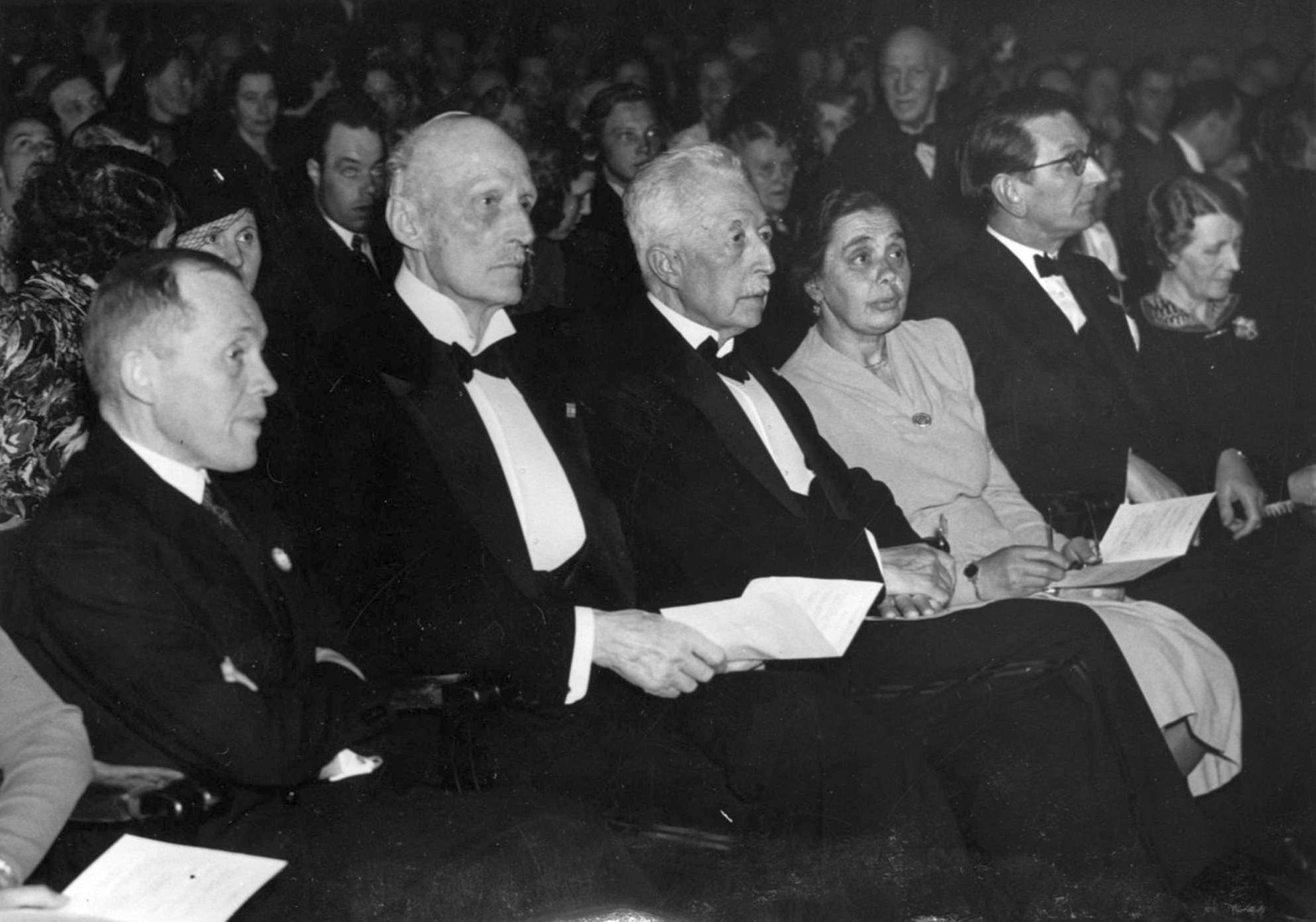
Henning Throne-Holst till vänster, vid Norgesfesten i Stockholm den 17 maj 1943.

Henning Throne-Holst, född 25 juli 1895 i Strinda nära Trondheim, Norge, död 24 mars 1980 i Danderyds församling, Stockholms län, var en norsk-svensk företagsledare. Han blev svensk medborgare 1934.
Henning Throne-Holst var 1918–1947 verkställande direktör för AB Marabou i Sundbyberg, som hans far Johan Throne Holst etablerat 1916. Han var 1951–1953 VD för Scania-Vabis och 1955–1957 för SAS. Han invaldes 1953 som ledamot av Ingenjörsvetenskapsakademien.
Henning Throne-Holst var styrelseledamot i Samfundet Nordens Frihet 1942–1945, och utsågs till riddare av 1:a klass av Sankt Olavs Orden 1945. Han är gravsatt i minneslunden på Djursholms begravningsplats.